# Championnats d'Amérique centrale et des Caraïbes d'athlétisme 1999
Les 17e Championnats d'Amérique centrale et des Caraïbes d'athlétisme ont eu lieu à Bridgetown, à la Barbade du 25 au 27 juin 1999.

## Résultats

### Hommes
| Epreuve | Or                                                                     | Or              | Argent                                             | Argent          | Bronze                                              | Bronze          |
| --- | ---------------------------------------------------------------------- | --------------- | -------------------------------------------------- | --------------- | --------------------------------------------------- | --------------- |
| 100 m | Obadele Thompson Barbade                                               | 10 s 23         | Kim Collins Saint-Christophe-et-Niévès             | 10 s 31         | Patrick Jarrett Jamaïque                            | 10 s 41         |
| 200 m | Christopher Williams Jamaïque                                          | 20 s 40 w       | Francisco Cornelio République dominicaine          | 20 s 90 w       | Dion Crabbe Îles Vierges britanniques               | 21 s 12 w       |
| 400 m | Michael McDonald Jamaïque                                              | 45 s 21         | Davian Clarke Jamaïque                             | 45 s 49         | Neil de Silva Trinité-et-Tobago                     | 45 s 61         |
| 800 m | Ian Roberts Guyana                                                     | 1 min 46 s 85   | Mario Watson Jamaïque                              | 1 min 46 s 92   | Kenroy Levy Jamaïque                                | 1 min 46 s 99   |
| 1 500 m | Rodolfo Gómez Mexique                                                  | 3 min 46 s 74   | Terrance Armstrong Bermudes                        | 3 min 46 s 77   | José López Venezuela                                | 3 min 48 s 65   |
| 5 000 m | Fidencio Torres Mexique                                                | 14 min 20 s 19  | David Galindo Mexique                              | 14 min 21 s 43  | Juan Díaz Venezuela                                 | 14 min 21 s 79  |
| 10 000 m | Juan Díaz Venezuela                                                    | 31 min 06 s 88  | Pamenos Ballantyne Saint-Vincent-et-les-Grenadines | 31 min 12 s 57  | Benedict Ballantyne Saint-Vincent-et-les-Grenadines | 31 min 59 s 67  |
| 3000 m steeple | Salvador Miranda Mexique                                               | 8 min 42 s 45   | Emigdio Delgado Venezuela                          | 8 min 44 s 43   | Rubén García Mexique                                | 8 min 47 s 33   |
| 110 m haies | Steve Brown Trinité-et-Tobago                                          | 13 s 44         | Victor Houston Barbade                             | 13 s 71         | Wagner Marseille Haïti                              | 13 s 75         |
| 400 m haies | Victor Houston Barbade                                                 | 50 s 23         | Paul Tucker Guyana                                 | 51 s 59         | Jeff Jackson Îles Vierges des États-Unis            | 54 s 70         |
| Saut en hauteur | Julio Luciano République dominicaine                                   | 2,23 m          | César Ballesteros Mexique                          | 2,10 m          | Kevin Cumberbatch Barbade                           | 2,10 m          |
| Saut à la perche | Dominic Johnson Sainte-Lucie                                           | 5,61 m          | Edgar Díaz Porto Rico                              | 5,40 m          | César Nava Mexique                                  | 4,70 m          |
| Saut en longueur | Craig Hepburn Barbade                                                  | 7,75 m          | Luis Quiñones Porto Rico                           | 7,60 m          | Emile John Sainte-Lucie                             | 7,55 m          |
| Triple saut | Brian Wellman Bermudes                                                 | 16,36 m         | Frank Rutherford Bahamas                           | 16,12 m         | Allen Mortimer Bahamas                              | 16,04 m         |
| Lancer du poids | Dave Stoute Trinité-et-Tobago                                          | 16,39 m         | Arturo Francisco Porto Rico                        | 16,21 m         | Jaime Comandari El Salvador                         | 15,99 m         |
| Lancer du disque | Kevin Brown Jamaïque                                                   | 56,02 m         | Alfredo Romero Porto Rico                          | 53,00 m         | Juan Neverson Saint-Vincent-et-les-Grenadines       | 45,20 m         |
| Lancer du javelot | Trevor Modeste Grenade                                                 | 63,92 m         | Selwyn Smith Grenade                               | 63,03 m         | Richard Rock Barbade                                | 61,92 m         |
| 20 km marche | Noé Hernández Mexique                                                  | 1 h 20 min 49 s | Luis García (marche) Cuba                          | 1 h 25 min 51 s | Mario Iván Flores Mexique                           | 1 h 36 min 26 s |
| 4 × 100 m | Barbade Obadele Thompson Victor Houston Gabriel Burnett Stefan Mascoll | 39 s 75         | Saint-Christophe-et-Niévès                         | 40 s 83         | Bahamas                                             | 40 s 92         |
| 4 × 400 m | Bahamas Dennis Darling Carl Oliver Tim Munnings Chris Brown            | 3 min 03 s 76   | Jamaïque ... Michael McDonald                      | 3 min 03 s 82   | République dominicaine                              | 3 min 09 s 08   |
| Records et Performances - AR : Record continental (area record) - CR : Record des championnats (championship record) - MR : Record du meeting (meet record) - NR : Record national (national record) - OR : Record olympique (olympic record) - PR : Record paralympique (paralympic record) - PB : Record personnel (personal best) - SB : Meilleure performance personnelle de la saison (season's best) - WL : Meilleure performance mondiale de l'année (world leader) - WJR : Record du monde junior (world junior record) - WR : Record du monde (world record) Circonstances et Conditions - DNF : N'a pas terminé (did not finish) - DNS : N'a pas pris le départ (did not start) - DQ : Disqualification (disqualification) - NM : Aucun essai valable enregistré (No Mark) - Q : Qualifié « directement » au prochain tour (ou à la prochaine compétition), lors d'une compétition majeure, grâce au classement ou à la réalisation des minima (automatic qualifier) - q : Qualifié au prochain tour (ou à la prochaine compétition), lors d'une compétition majeure, grâce au repêchage ou à la réalisation de l'une des meilleures performances parmi celles des « non qualifiés directement » (grâce au meilleur temps ou à la meilleure distance par exemple) (secondary qualifier) |                                                                        |                 |                                                    |                 |                                                     |                 |

### Femmes
| Epreuve | Or                                                                              | Or            | Argent                                                              | Argent        | Bronze                                 | Bronze                              |
| --- | ------------------------------------------------------------------------------- | ------------- | ------------------------------------------------------------------- | ------------- | -------------------------------------- | ----------------------------------- |
| 100 m | Katia Benth Guyane                                                              | 11 s 47       | Heather Samuel Antigua-et-Barbuda                                   | 11 s 48       | Beverley Grant Jamaïque                | 11 s 52                             |
| 200 m | Katia Benth Guyane                                                              | 22 s 87       | Heather Samuel Antigua-et-Barbuda                                   | 23 s 64       | Adia McKinnon Trinité-et-Tobago        | 23 s 92                             |
| 400 m | Vernetta Lesforis Sainte-Lucie                                                  | 52 s 21       | Tonique Williams Bahamas                                            | 52 s 22       | Melissa Straker Barbade                | 52 s 58                             |
| 800 m | Charmaine Howell Jamaïque                                                       | 2 min 03 s 85 | Augustina Charles Sainte-Lucie                                      | 2 min 06 s 30 | Shernette Davis Jamaïque               | 2 min 07 s 36                       |
| 1 500 m | Isabel Juárez Mexique                                                           | 4 min 26 s 64 | Janill Williams Antigua-et-Barbuda                                  | 4 min 30 s 24 | Marian Burnett Guyana                  | 4 min 35 s 56                       |
| Semi-marathon | Kriscia García El Salvador                                                      | 1 h 26 min 25 | Burgette Williams Guyana                                            | 2 h 26 min 30 | Seulement deux médailles attribuées    | Seulement deux médailles attribuées |
| 100 m haies | Gillian Russell Jamaïque                                                        | 13 s 25       | Brigitte Foster Jamaïque                                            | 13 s 49       | Jacqueline Taváres Mexique             | 14 s 16                             |
| 400 m haies | Andrea Blackett Barbade                                                         | 56 s 87       | Allison Beckford Jamaïque                                           | 58 s 67       | Damaris Diana Porto Rico               | 60 s 92                             |
| Saut en hauteur | Karen Beautle Jamaïque                                                          | 1,79 m        | Romary Rifka Mexique                                                | 1,77 m        | Desiree Crichlow Barbade               | 1,77 m                              |
| Saut à la perche | Alejandra Meza Mexique                                                          | 3,75 m        | Lorena Espinoza Mexique                                             | 3,60 m        | Seulement deux médailles attribuées    | Seulement deux médailles attribuées |
| Saut en longueur | Lacena Golding Jamaïque                                                         | 6,52 m        | Jackie Edwards Bahamas                                              | 6,38 m        | Michelle Baptiste Sainte-Lucie         | 6,26 m                              |
| Triple saut | Anna-Maria Thorpe Barbade                                                       | 12,77 m       | Natasha Brown Bahamas                                               | 12,41 m       | María Fleischmann Guatemala            | 12,37 m                             |
| Lancer du poids | Doris Thompson Bahamas                                                          | 13,23 m       | Isabella Charles Dominique                                          | 12,56 m       | Shirley Acosta Porto Rico              | 9,88 m                              |
| Lancer du disque | María Cubillán Cuba                                                             | 42,08 m       | Shernelle Nicholls Barbade                                          | 40,98 m       | Doris Thompson Bahamas                 | 35,20 m                             |
| Lancer du marteau | Nancy Guillén El Salvador                                                       | 57,84 m       | Violeta Guzmán Mexique                                              | 56,72 m       | Claudia Becerril Mexique               | 52,93 m                             |
| Lancer du javelot | Laverne Eve Bahamas                                                             | 61,61 m       | Olivia McKoy Jamaïque                                               | 54,24 m       | Marisela Robles République dominicaine | 48,00 m                             |
| 10 km marche | Teresa Ramos Guatemala                                                          | 47 min 37 s   | Elsa Segura Mexique                                                 | 50 min 35 s   | Victoria Palacios Mexique              | 57 min 41 s                         |
| 4 × 100 m | Jamaïque Gillian Russell-Love Kerry-Ann Richards Beverly Grant Bridgette Foster | 44 s 18       | Porto Rico                                                          | 45 s 34       | Barbade                                | 46 s 78                             |
| 4 × 400 m | Jamaïque Shernette Davis Allison Beckford Beverly Grant Charmaine Howell        | 3 min 30 s 00 | Barbade Tanya Oxley Lucy-Ann Richards Joanne Durant Melissa Straker | 3 min 32 s 40 | Porto Rico                             | 3 min 39 s 75                       |
| Records et Performances - AR : Record continental (area record) - CR : Record des championnats (championship record) - MR : Record du meeting (meet record) - NR : Record national (national record) - OR : Record olympique (olympic record) - PR : Record paralympique (paralympic record) - PB : Record personnel (personal best) - SB : Meilleure performance personnelle de la saison (season's best) - WL : Meilleure performance mondiale de l'année (world leader) - WJR : Record du monde junior (world junior record) - WR : Record du monde (world record) Circonstances et Conditions - DNF : N'a pas terminé (did not finish) - DNS : N'a pas pris le départ (did not start) - DQ : Disqualification (disqualification) - NM : Aucun essai valable enregistré (No Mark) - Q : Qualifié « directement » au prochain tour (ou à la prochaine compétition), lors d'une compétition majeure, grâce au classement ou à la réalisation des minima (automatic qualifier) - q : Qualifié au prochain tour (ou à la prochaine compétition), lors d'une compétition majeure, grâce au repêchage ou à la réalisation de l'une des meilleures performances parmi celles des « non qualifiés directement » (grâce au meilleur temps ou à la meilleure distance par exemple) (secondary qualifier) |                                                                                 |               |                                                                     |               |                                        |                                     |

## Tableau des médailles
| Rang | Nation                          | Or | Argent | Bronze | Total |
| ---- | ------------------------------- | -- | ------ | ------ | ----- |
| 1    | Jamaïque                        | 9  | 6      | 4      | 19    |
| 2    | Mexique                         | 6  | 6      | 6      | 18    |
| 3    | Barbade                         | 6  | 3      | 5      | 14    |
| 4    | Bahamas                         | 3  | 4      | 3      | 10    |
| 5    | Sainte-Lucie                    | 2  | 1      | 2      | 5     |
| 6    | Trinité-et-Tobago               | 2  | 0      | 2      | 4     |
| 7    | El Salvador                     | 2  | 0      | 1      | 3     |
| 8    | Guyane                          | 2  | 0      | 0      | 2     |
| 9    | Guyana                          | 1  | 2      | 1      | 4     |
| 10   | République dominicaine          | 1  | 1      | 2      | 4     |
| 10   | Venezuela                       | 1  | 1      | 2      | 4     |
| 12   | Grenade                         | 1  | 1      | 0      | 2     |
| 12   | Cuba                            | 1  | 1      | 0      | 2     |
| 12   | Bermudes                        | 1  | 1      | 0      | 2     |
| 15   | Guatemala                       | 1  | 0      | 1      | 2     |
| 16   | Porto Rico                      | 0  | 5      | 3      | 8     |
| 17   | Antigua-et-Barbuda              | 0  | 3      | 0      | 3     |
| 18   | Saint-Christophe-et-Niévès      | 0  | 2      | 0      | 2     |
| 19   | Saint-Vincent-et-les-Grenadines | 0  | 1      | 2      | 3     |
| 20   | Dominique                       | 0  | 1      | 0      | 1     |
| 21   | Îles Vierges britanniques       | 0  | 0      | 1      | 1     |
| 21   | Haïti                           | 0  | 0      | 1      | 1     |
| 21   | Îles Vierges des États-Unis     | 0  | 0      | 1      | 1     |